# Vincenzo Scotti

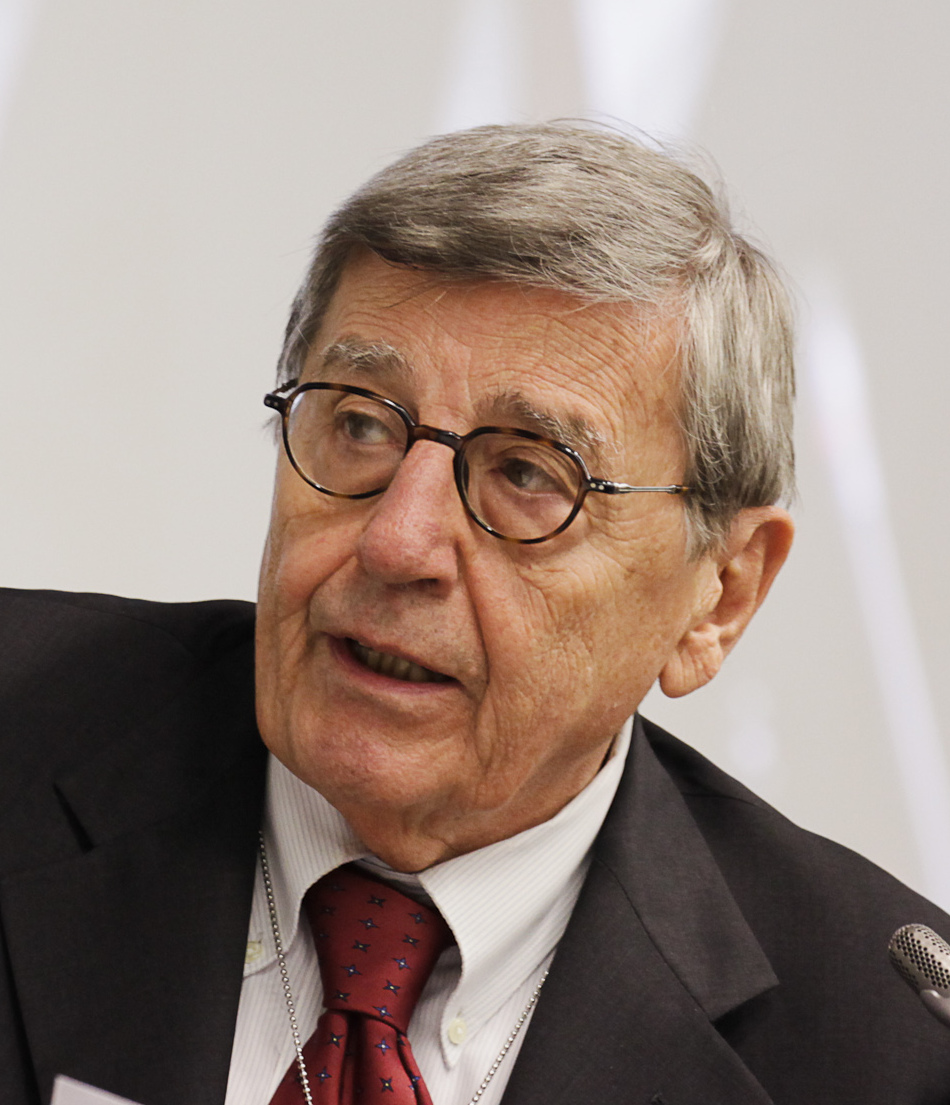
Vincenzo Scotti (2011)

Vincenzo Scotti (* 16. September 1933 in Neapel) ist ein italienischer Politiker.
Scotti war Parteimitglied der Democrazia Cristiana und gehörte von 1968 bis 1994 als deren Vertreter der Camera dei deputati an. Außerdem bekleidete er im Laufe seiner politischen Karriere verschiedene Ministerämter. Er fungierte von 1978 bis 1980 sowie von 1982 bis 1983 als Arbeitsminister und von 1981 bis 1982 als Kulturminister. Während seiner Amtszeit als Innenminister unter Ministerpräsident Giulio Andreotti wurde auf Initiative der Untersuchungsrichter Giovanni Falcone und Paolo Borsellino die Direzione Investigativa Antimafia gegründet. In der nachfolgenden Regierung Amato war Scotti für kurze Zeit Außenminister.